# بابرة عليا
بابرة عليا هي قرية في مقاطعة مرند، إيران. عدد سكان هذه القرية هو 263 في سنة 2006.